# Amanda Feilding
Amanda Feilding, née le 30 janvier 1943 et morte le 22 mai 2025, est une artiste, scientifique et militante anglaise pour la légalisation des drogues née en Angleterre en 1943. Elle fonde en 1998 la Beckley Foundation (en), une organisation non gouvernementale qui fait la promotion d'une réforme de la législation des substances psychoactives basée sur les données probantes et qui soutient la recherche sur l'effet des psychotropes.

## Biographie
Amanda Feilding est la cadette de Basil Feilding, arrière-petit-fils de William Feilding, 7e comte de Denbigh, et de Margaret Feilding. Elle a grandi dans la maison de Beckley Park, où sont maintenant situés les bureaux de la Fondation Beckley.
En 1966, Feilding rencontre Bart Huges, un libraire néerlandais partisan de la trépanation. À partir de la fin des années 1960, elle vit avec Joseph Mellen, avec qui elle a deux fils.
Feilding a attiré l'attention du public en 1970, lorsqu'elle a pratiqué une trépanation sur son propre crâne, une opération qui a fait l'objet d'un court métrage intitulé Heartbeat in the Brain. Elle désirait alors explorer les effets de cette pratique chirurgicale sur son état de conscience.
Feilding et Mellen se séparent au milieu des années 1990. Le 29 janvier 1995, elle se marie à James Charteris.